# Tetsuro Inoue
Tetsuro Inoue (jap. 井上哲郎, Inoue Tetsuro; * 6. September 1991 in Saitama, Präfektur Saitama) ist ein ehemaliger japanischer Fußballspieler.

## Karriere
Tetsuro Inoue erlernte das Fußballspielen in der Momoyama-Gakuin-Universität im japanischen Izumi. 2014 ging er nach Thailand. Hier unterschrieb er einen Vertrag beim Drittligisten Samut Prakan United in Samut Prakan. Über die Stationen Phrae United FC, Chachoengsao Hi-Tek FC und WU Nakhon Si United unterschrieb er 2018 einen Vertrag beim Trang FC. Der Verein aus Trang spielte in der dritten thailändischen Liga, der Thai League 3, in der Lower Region. In der Saison 2019 absolvierte er 26 Drittligaspiele und schoss dabei zwei Tore. Anfang 2020 wechselte er zum Ligakonkurrenten Kasem Bundit University FC in die Hauptstadt Bangkok. Hier kam er bisher zweimal in der dritten Liga zum Einsatz.
Am 8. Juni 2021 beendete er seine Karriere als Fußballspieler.